# Stéphane Rossetto
Stéphane Rossetto, né le 6 avril 1987 à Melun, est un coureur cycliste français, professionnel entre 2010 et 2022. 

## Biographie

### Carrière amateurs et première incursion chez les professionnels

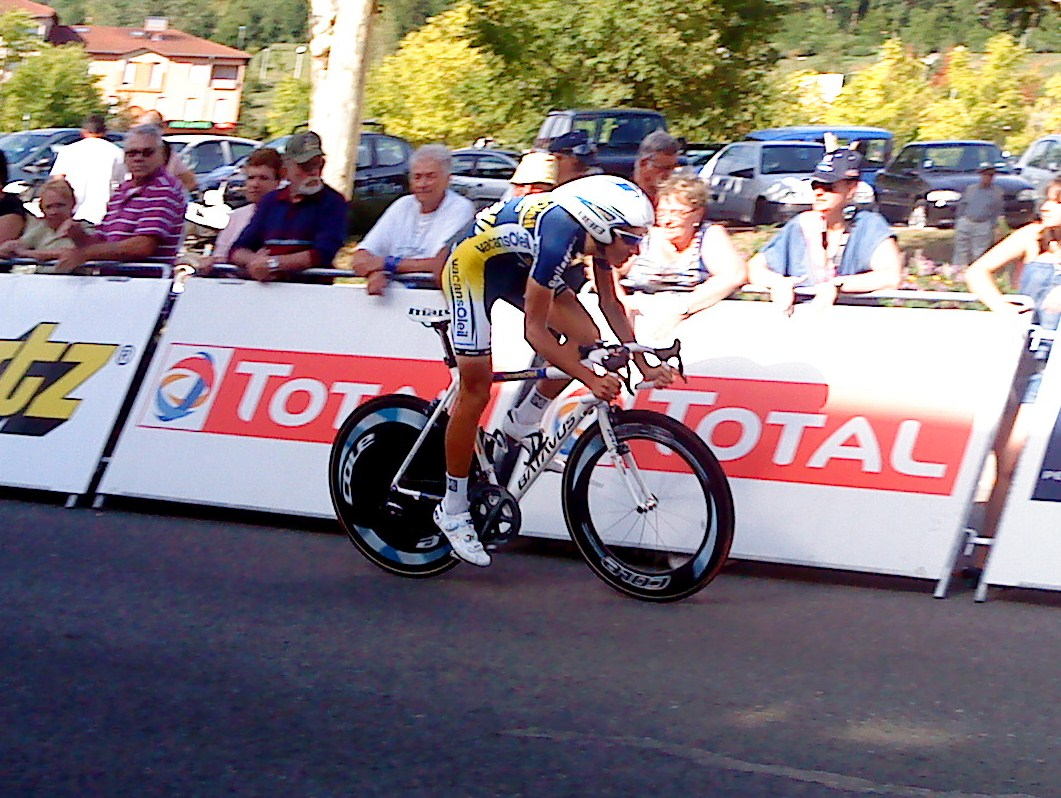
Stéphane Rossetto lors du Tour de l'Ain 2010.

Stéphane Rossetto naît le 6 avril 1987 à Melun en France.
Il commence le cyclisme en 2001, en catégorie minimes 2 au Peltrax-CS Dammarie-lès-Lys. En 2006, il rejoint l'US Créteil, puis en 2007 le CC Nogent-sur-Oise, club de Division nationale 1. 
En 2009, il remporte le Tour de Gironde, course par étapes figurant au calendrier de l'UCI Europe Tour.
En 2010, Stéphane Rossetto devient coureur professionnel au sein de l'équipe continentale professionnelle néerlandaise Vacansoleil grâce à l'entremise de Brice et Romain Feillu, tous deux anciens membres du CC Nogent-sur-Oise et également recrutés par Vacansoleil cette année-là. 
À la fin de la saison 2010, il retourne chez les amateurs de CC Nogent-sur-Oise. 
En 2012, il remporte le championnat de Picardie et le Tour des Pays de Savoie.

### Carrière professionnelle

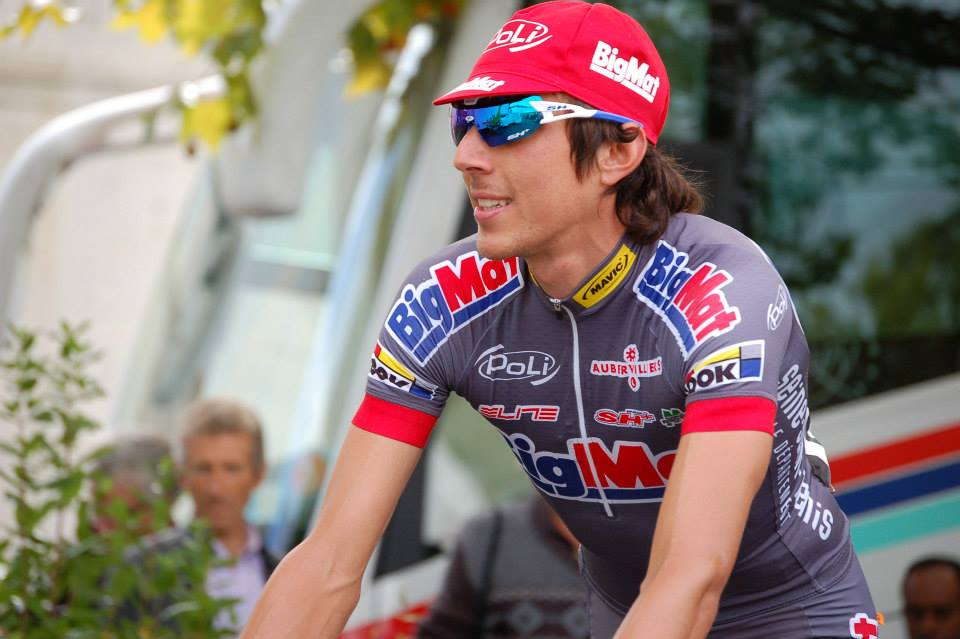
Stéphane Rossetto sur le Tour du Limousin 2014.

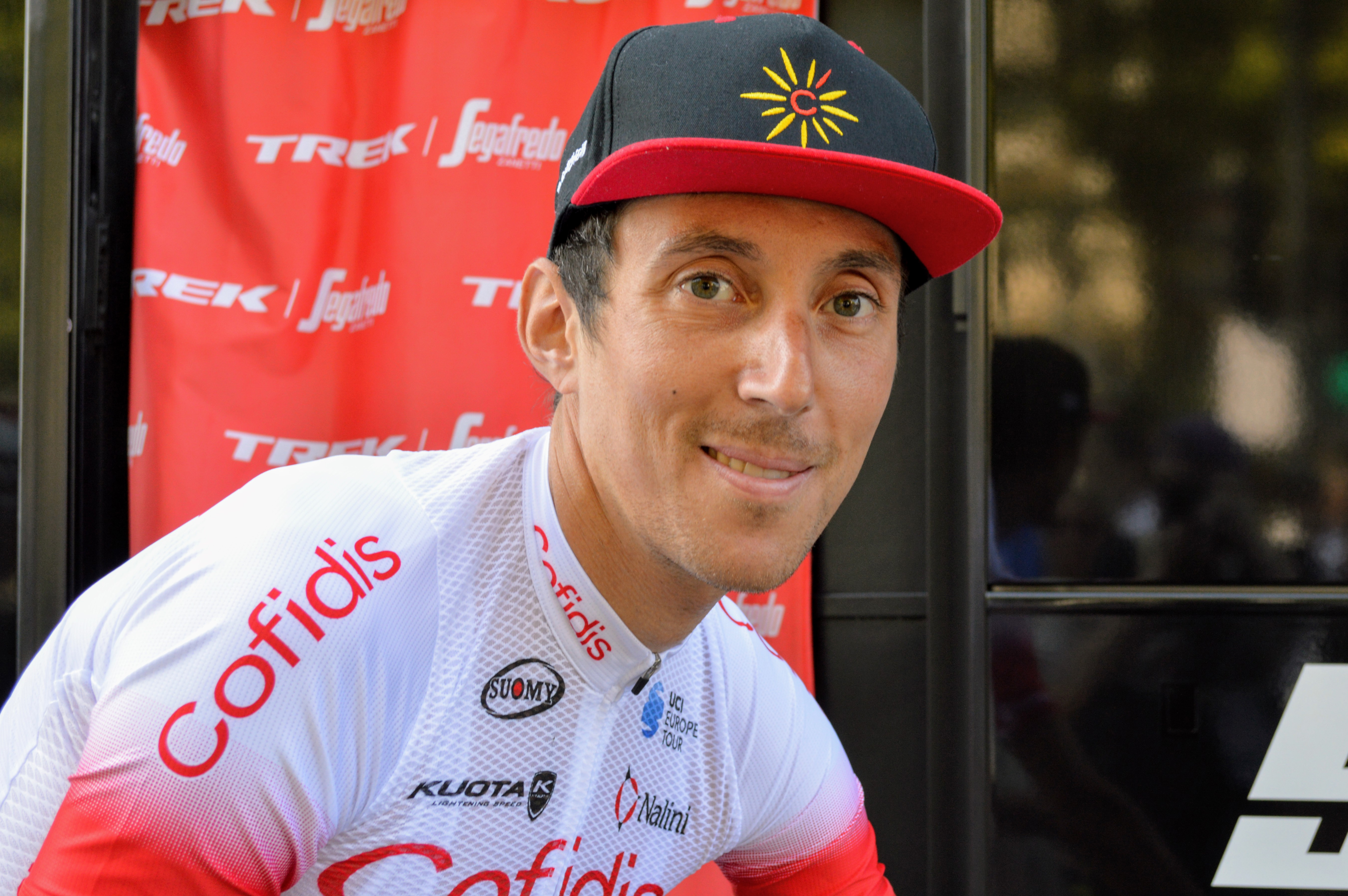
Stéphane Rossetto en août 2019, lors de la Classique de Saint-Sébastien

En 2013, il est recruté par l'équipe continentale française BigMat-Auber 93 et remporte le 23 août de la même année sa première victoire chez les professionnels en gagnant la dernière étape du Tour du Limousin en solitaire après avoir attaqué à quelques encablures de l’arrivée.
En juin de l'année suivante, il gagne le classement général des Boucles de la Mayenne puis remporte l'Étoile d'or (élite nationale) durant l'été.
Le 1er août 2014, la formation Cofidis annonce l’arrivée en 2015 de Stéphane Rossetto au sein de son effectif. 
En juin 2015, il est vice-champion de France du contre-la-montre. En juillet, son contrat est prolongé jusqu'en fin d'année 2017. En fin de saison il se classe troisième du Tour du Gévaudan Languedoc-Roussillon derrière Thibaut Pinot et Thomas Voeckler.
En mai 2018, il remporte la dernière étape du Tour de Yorkshire, après 174 kilomètres d'échappée, dont 120 en solitaire. 
L'année suivante, il est absent du début de saison après s'être fracturé le bassin début mars en heurtant un chat à l’entraînement. En juin, sous une grosse chaleur, il devient à nouveau vice-champion de France du contre-la-montre, terminant à plus d'une minute du vainqueur Benjamin Thomas mais devant Julien Antomarchi qui monte sur la troisième marche du podium. Quelques jours plus tard, il fait partie des huit membres de l'équipe Cofidis au départ du Tour de France 2019 à Bruxelles et dispute ainsi sa première Grande Boucle à 32 ans. Grâce à une longue échappée solitaire, il reçoit le prix de la combativité au terme de la première étape et forme de nouveau une longue échappée avec quatre autres coureurs lors de la troisième étape finalement remportée en solitaire par Julian Alaphilippe. Stéphane Rossetto s'échappe de nouveau dès le kilomètre zéro avec Yoann Offredo lors de l'étape la plus longue de cette Grande Boucle, soit deux-cent-quarante kilomètres : les deux coureurs comptent jusqu'à 5 minutes et 30 secondes d'avance avant d'être repris par le peloton à douze kilomètres de l'arrivée. Amis dans la vie, les deux compères se partagent équitablement les primes et accessits au cours de ce raid réalisé en duo, Offredo remporte notamment le prix de la combativité et Rossetto s'adjuge le sprint intermédiaire du maillot vert et passe en tête d'un col de troisième catégorie comptant pour le classement du meilleur grimpeur. Après la 11ème étape, il s'emporte violemment contre le coureur belge Aimé De Gendt qu'il accuse de ne pas avoir fait sa part de travail dans l'échappée pour économiser ses forces dans le but d'obtenir le prix de la combativité,. 
Le 20 octobre 2019, il termine, pour la troisième année consécutive, premier Français du Chrono des Nations-Les Herbiers-Vendée, en se classant onzième de l'épreuve à 2 minutes 17 secondes du vainqueur. Il n'est pas conservé par Cofidis à l'issue de la saison 2020 et se retrouve sans équipe pour 2021. Le 4 février 2021, il rejoint finalement l'équipe continentale Saint Michel-Auber 93, où il a déjà couru entre 2013 et 2014.
Il est percuté par une moto de l'organisation lors de Paris-Chauny 2022. Rossetto subit à cette occasion une double fracture du tibia-péroné. Il arrête sa carrière à l'issue de la saison 2022 et devient responsables des partenariats de l'équipementier Ekoï.

## Palmarès et classements mondiaux

### Palmarès sur route
| - 2005 - Trio normand (avec Dimitri Champion et Yoann Offredo) - 2e du championnat de France du contre-la-montre juniors - 3e du Chrono des Nations juniors - 2006 - Vienne Classic espoirs - Chrono de Tauxigny - 2e du Trio normand - 3e du Chrono des Nations-Les Herbiers-Vendée espoirs - 2007 - Grand Prix de Beauchamps - 2e du Trio normand - 2008 - Grand Prix de Lys-lez-Lannoy - Trio normand espoirs (avec Peter Brouzes et Alexis Bodiot) - 3e de Paris-Rouen - 3e du Trio normand - 2009 - Classement général du Tour de Gironde - 2e du Trio normand - 3e des Boucles de la Marne - 2011 - Grand Prix de Vassivière (contre-la-montre) - Grand Prix de Beauchamps - 2e et 4e étapes du Tour de la Manche - Trio normand (avec Mathieu Simon et Albain Cormier) - 2e du Grand Prix de Guerville | - 2012 - Champion de Picardie sur route - 4e étape du Circuit des Ardennes international - Classement général du Tour de Franche-Comté - Tour des Pays de Savoie : - Classement général - 1re étape - 1re étape du Tour de Seine-Maritime - Trio normand (avec Benoît Daeninck et Alexandre Gratiot) - 3e du Grand Prix Cristal Energie - 3e du Tour de Seine-Maritime - 2013 - 4e étape du Tour du Limousin - 2e du Tour du Gévaudan Languedoc-Roussillon - 3e du Trophée des champions - 2014 - Classement général des Boucles de la Mayenne - Étoile d'or - 2015 - 2e du championnat de France du contre-la-montre - 3e du Tour du Gévaudan - 2018 - 4e étape du Tour de Yorkshire - 3e du Chrono des Nations-Les Herbiers-Vendée - 2019 - 2e du championnat de France du contre-la-montre |  |

### Résultats sur les grands tours

#### Tour de France
1 participation
- 2019 : 100e

#### Tour d'Italie
1 participation
- 2020 : 63e

#### Tour d'Espagne
5 participations
- 2015 : abandon (19e étape)
- 2016 : 61e
- 2017 : 54e
- 2018 : 54e
- 2019 : 127e

### Classements mondiaux
| Année                                 | 2008  | 2009 | 2010 | 2011 | 2012 | 2013 | 2014 | 2015 | 2016 | 2017 | 2018 | 2019 | 2020  | 2021  | 2022  |
| ------------------------------------- | ----- | ---- | ---- | ---- | ---- | ---- | ---- | ---- | ---- | ---- | ---- | ---- | ----- | ----- | ----- |
| Classement mondial                    |       |      |      |      |      |      |      |      | 473e | 703e | 744e | 984e | 1330e | 1969e | 1254e |
| UCI Europe Tour                       | 1077e | 306e | nc   | nc   | 214e | 155e | 56e  | 95e  | 295e | 563e | 524e | 708e | 1014e | 1332e | 874e  |
|                                       |       |      |      |      |      |      |      |      |      |      |      |      |       |       |       |
| Légende : nc = non classéSource : UCI |       |      |      |      |      |      |      |      |      |      |      |      |       |       |       |